# Вальва (анатомия)
Вальва — широкие лопасти, входящие в состав перифаллической группы копулятивных придатков самцов насекомых. Являются гомологичными грифелькам девятого сегмента брюшка насекомых.
Также данным термином называют створки яйцеклада самок насекомых и жала самок жалоносных перепончатокрылых.
Вальвы являются парными, створкообразными, лопастевидными органами, подвижно сочленёнными с поперечным кольцом (образование тегумена и саккуса). У большинства видов насекомых они удлинённые, имеют заострённую или лопатовидную вершину.
У настоящих молей на вершине на спинной стороне они имеют характерный, довольно массивным пальцевидным выростом, обычно выступающим за вершину вальвы и покрытым щетинками, шипиками или волосками.